# Катайнен, Элси
Элси Каарина Катайнен (фин. Elsi Kaarina Katainen, род. 17 декабря 1966, Хаапаярви, Финляндия) — финский политический деятель. Член партии «Финляндский центр» и европейской партии «Альянс либералов и демократов за Европу» (ALDE). Депутат Европейского парламента с 1 марта 2018 года, член группы «Обновляя Европу».

## Биография
Родилась 17 декабря 1966 года в городе Хаапаярви. В 1992 году получила специальность агронома, в 1997 году в городе Йювяскюля — преподавателя, в 2000 году получила степень бакалавра в Университете прикладных наук Савонии по специальности агрономия.
В 2001 году избрана председателем совета общины Пиелавеси.
На парламентских выборах 18 марта 2007 года избрана депутатом эдускунты от избирательного округа Северное Саво. В июне 2015 года на собрании парламентской фракции Центра избрана первым вице-председателем.
После назначения Ханну Таккула в состав Европейской счётной палаты, 1 марта 2018 года заняла его место в Европейском парламенте. По результатам выборов в Европейский парламент в Финляндии 26 мая 2019 года избрана депутатом.